# Liste des évêques de Nkongsamba
Liste des évêques de Nkongsamba
(Dioecesis Nkongsambensis)
La préfecture apostolique camerounaise d'Adamaoua est créée le 28 avril 1914, ex nihilo.
Elle change de dénomination pour devenir la préfecture apostolique de Foumban le 11 juin 1923.
Celle-ci est érigée en vicariat apostolique le 28 mai 1934.
Ce dernier change de dénomination et est érigé dans le même temps en diocèse de Nkongsamba le 14 septembre 1955.

## Préfets apostoliques d'Adamaoua
- 29 avril 1914 - 30 décembre 1919 : Gherard Lennartz, S.C.I.
- 7 février 1920 - 11 juin 1923 : Joseph Plissonneau (Joseph Donatien Plissonneau), S.C.I., nommé préfet apostolique de Foumban

## Préfets apostoliques de Foumban
- 11 juin 1923 - 1930 : Joseph Plissonneau (Joseph Donatien Plissonneau), S.C.I.
- 28 octobre 1930 - 28 mai 1934 : Paul Bouque, S.C.I., promu vicaire apostolique

## Vicaire apostolique de Foumban
- 28 mai 1934 - 14 septembre 1955: Paul Bouque, S.C.I., promu évêque de Nkongsamba

## Évêque de Nkongsamba
- 14 septembre 1955 - 16 juin 1964 : Paul Bouque, S.C.I.
- 16 juin 1964 - 29 janvier 1973 : Albert Ndongmo
  - 29 janvier 1973 - 15 novembre 1978 : Thomas Nkuissi, administrateur apostolique
- 15 novembre 1978 - 21 novembre 1992 : Thomas Nkuissi
- 21 novembre 1992-1er avril 1995 : siège vacant
  - 1993 - 1er avril 1995 : André Wouking, administrateur apostolique
- 1er avril 1995 - 5 mars 2011 : Dieudonné Watio, nommé évêque de Bafoussam
- depuis le 26 mai 2012 : Dieudonné Espoir Atangana

## Évêques originaires du diocèse
- Jerome Feudjio (né en 1955), évêque de Saint-Thomas (États-Unis)
- Abraham Boualo Kome (né en 1965), évêque de Bafang

## Sources
- L'ANNUAIRE PONTIFICAL, sur le site http://www.catholic-hierarchy.org, à la page